# Dąbrowa Zielona
Dąbrowa Zielona – wieś w Polsce, położona w województwie śląskim, w powiecie częstochowskim, w gminie Dąbrowa Zielona, mezoregionie Niecce Włoszczowskiej.
| SIMC    | Nazwa       | Rodzaj     |
| ------- | ----------- | ---------- |
| 0130872 | Zalas-Biedy | przysiółek |

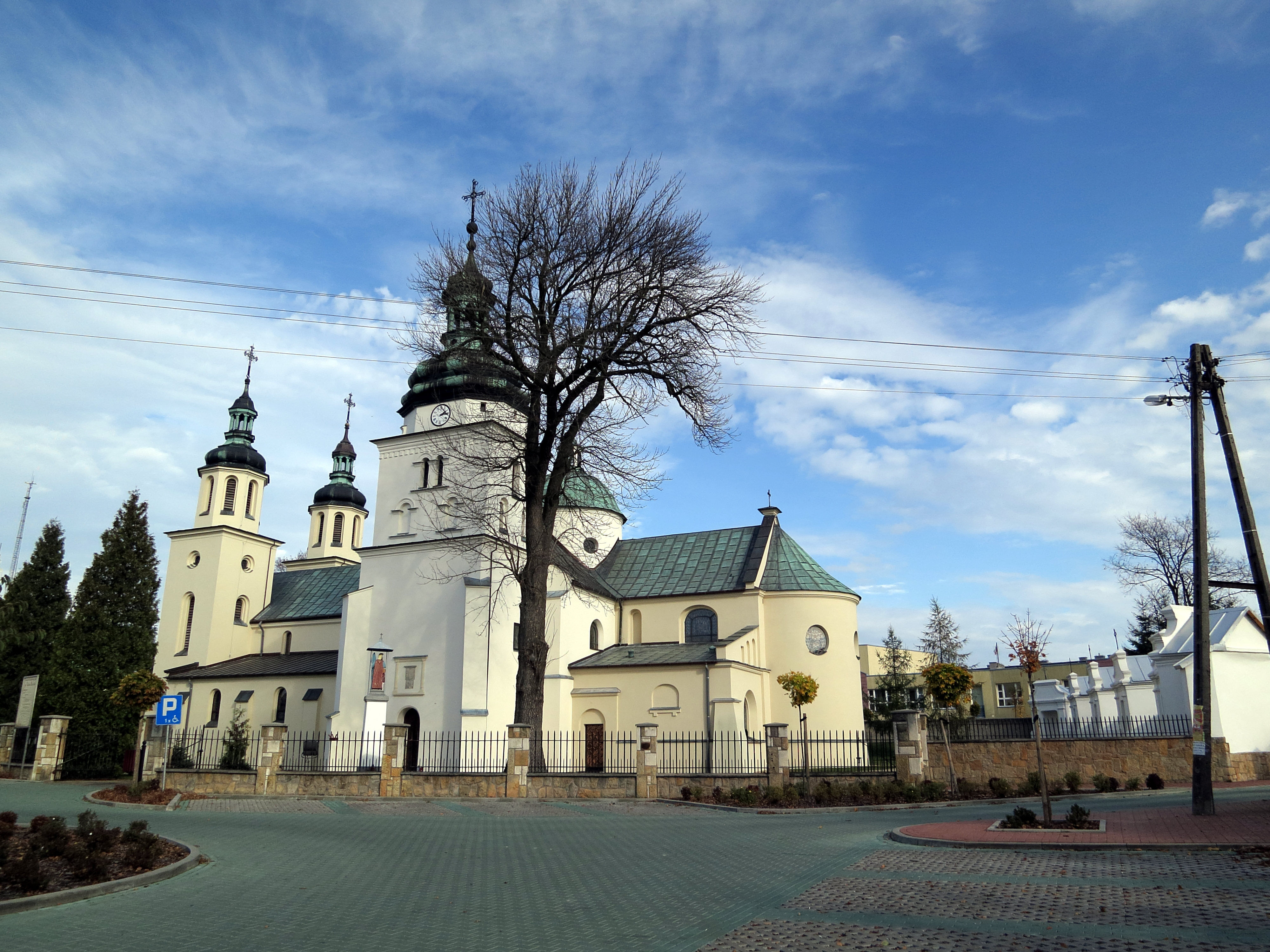
Kościół parafialny pw. św. Jakuba

W latach 1954–1972 wieś należała i była siedzibą władz gromady Dąbrowa Zielona. W latach 1975–1998 wieś administracyjnie należała do województwa częstochowskiego.
Wieś jest siedzibą gminy Dąbrowa Zielona. W miejscowości znajduje się kościół parafialny pw. św. Jakuba.